# AufBauWerk – Unternehmen für junge Menschen
Das AufBauWerk – Unternehmen für junge Menschen hat das Ziel, Absolventen von Sonderschulen und Integrationsklassen sowie junge Menschen mit Teilleistungsschwächen und emotionalen und sozialen Handicaps auf den freien Arbeitsmarkt vorzubereiten. Das Werk hat seinen Sitz in Innsbruck in Tirol.

## Orientierung
Die pädagogische Arbeit orientiert sich dabei am Konzept der Lebensweltorientierung nach Hans Thiersch und wird anhand eines modularen Bildungsangebotes umgesetzt. Das Aufbauwerk sieht sich der UN-Konvention über die Rechte von Menschen mit Behinderungen verpflichtet.

## Geschichte
Das Aufbauwerk wurde im Jahre 1953 als Aufbauwerk der Jugend gegründet. Durch freiwillige Arbeitseinsätze konnte, im Rahmen eines Beschäftigungsprogramms für arbeitslose Jugendliche, Bergbauern- und Siedlerhilfe geleistet werden. Es entstanden auch Werkstätten für behinderte und sozial gefährdete Jugendliche sowie die Bewährungshilfe für straffällig gewordene junge Menschen. Durch den Ausbau einer alten Baracke wurde eine Jugendherberge in Innsbruck eingerichtet, die zugleich als Heim für Berufsschüler diente. Am freiwilligen Arbeitseinsatz nahmen immer mehrjunge Menschen aus den europäischen Nachbarländern teil. Nach dem Krieg war die Zusammenführung Jugendlicher aller Nationen und Konfessionen zu gemeinsamer Arbeit ein Anliegen und ein Programmpunkt in den Statuten des Aufbauwerks.
Im Jahre 1956 wurde dem Aufbauwerk durch die Tiroler Landesregierung der Auftrag erteilt, für junge alleinstehende ungarische Flüchtlinge eine entsprechende Versorgung, Unterbringung und Ausbildung zu organisieren. Ebenfalls wurde im Jahre 1956 wurde von der Tiroler Landesregierung beschlossen, Schloss Lengberg  in Nikolsdorf dem Aufbauwerk zur Durchführung seiner Aufgaben zu überlassen.
1958 konnte mit Hilfe der schwedischen Hilfsorganisation Rädda Barnen das Fritz-Prior-Schwedenhaus in Innsbruck errichtet werden. Diverse weitere Projekte folgten. Im Jahre 1969 wurde dem Aufbauwerk eine Berechtigung für die Adaptierung des Lachhofs in Volders zugeteilt.
1981 erweiterte man das Schwedenhaus um einen Werkstättenbereich. 1990 wurde in Bad Häring ein Gebäude übernommen, das seitdem als Job Trainingsstandort für Menschen mit Förderbedarf dient.
Im Jahre 1981 war es möglich, das Schwedenhaus mit Hilfe der Tiroler Landesregierung um den Werkstättenteil zu erweitern. Die Werkstätten Bad Häring, ein ehemaliges Schulgebäude, das von der Tiroler Landesregierung angemietet wurde, bestehen seit dem Jahre 1991.
Im Sommer 1998 wurde die Landwirtschaft Lachhof, ein Nachbargebäude der schon bestehenden Berufsvorbereitung in Volders, übernommen, welche heute nach dem Green-Care-Prinzip arbeitet.

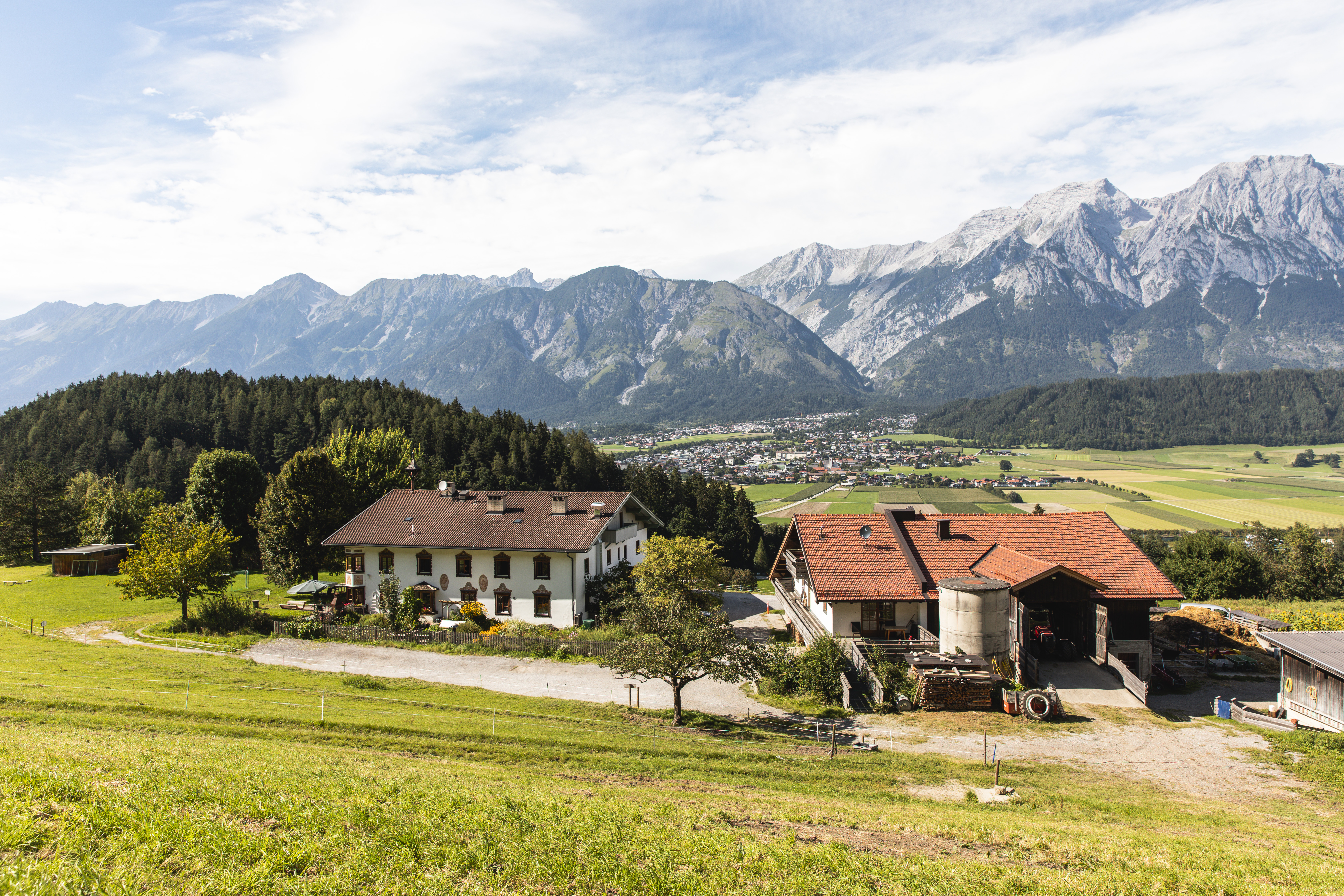

2003 wurde in Kooperation mit dem Sozialsprengel Telfs die Möbelbörse gegründet, in der im Rahmen eines sozialpädagogischen Projekts Möbel restauriert und verkauft werden. 2005 wurde das Projekt „Betreutes Arbeiten“,das heutige LernWerk, zur Unterstützung von Lehrlingen initiiert, das vom Sozialministeriumservice finanziert wird.
Von 2008 bis 2010 wurde Schloss Lengberg generalsaniert. Im Rahmen der Renovierung kamen umfangreiche archäologische Funde zutage.
Seit 2013 bietet das Aufbauwerk gemeinsam mit Innovia gGmbH, der Arbeitsassistenz Tirol und dem Dachverband der offenen Jugendarbeit in Tirol (POJAT) das Projekt Jugendcoaching an. Das AufBauWerk zeichnet verantwortlich für die Bezirke Kitzbühel, Kufstein und Lienz.
Im Juli 2013 wurde Hermann Pepeunig, ehemaliger Leiter des Aufbauwerks, das 1983 trotz zweier Verurteilungen aufgrund schwerer Körperverletzung an Jugendlichen in den 1950er bzw. 1960er Jahren verliehene Sozialehrenzeichen der Stadt Innsbruck aberkannt. Dies erfolgte wegen seiner nationalsozialistischen Vergangenheit (1932 illegales Mitglied der NSDAP, später bei SA, SS und HJ-Bannführer von Kufstein und Innsbruck, Rekrutierungsreserve der Waffen-SS) und seiner von Gewalt geprägten Einstellung zu Erziehungsfragen.
2013 beauftragte das Aufbauwerk der Jugend das Institut für Zeitgeschichte der Universität Innsbruck mit der Studie „Das Aufbauwerk der Jugend von der Gründung der Arbeitsgemeinschaft bis Ende der 1980er Jahre: Gründungsgeneration, Vernetzung und Aufgabenbereiche“.
Seit 2014 lautet der offizielle Vereinsname „AufBauWerk – Unternehmen für junge Menschen“. Ebenfalls 2014 wurde das Aufbauwerk nach ISO 9001 von Quality Austria systemzertifiziert.
Das Job Training Telfs siedelte im Jahre 2024 nach Imst. Somit konnte ein größeres Einzugsgebiet im Tiroler Oberland sichergestellt werden.